# Джеймс, граф Вессекський
Джеймс Віндзор, граф Вессекський (англ. James Windsor, Earl of Wessex, 17 грудня 2007, Фрімлі, Суррей; імена при хрещенні Джеймс Олександр Філіп Тео) — друга дитина і єдиний син молодшого сина королеви Єлизавети II принца Едварда, герцога Единбурзького та його дружини Софі. До березня 2023 року використовував титул віконта Северна. Є п'ятнадцятим в порядку успадкування британського престолу.

## Біографія
Віконт Северн народився у лікарні Фрімлі-парк.
19 квітня 2008 року відбулося хрещення віконта у церкві Віндзорського замку. Хрестильна сорочка Джеймса була скопійована з сорочки імператриці Вікторії Німецької (народилася і хрещена у 1840 році), старшої доньки королеви Вікторії. На хрестинах були дідусь і бабуся Джеймса: королева і герцог Единбурзький. Серед хрещених батьків титулованих осіб не було. Джеймс живе з батьками і сестрою у графстві Суррей.

## Титули
З народження до березня 2023 року Джеймс був носієм титулу віконта Северна як додаткового титулу ввічливості його батька. У зв’язку з наданням 10 березня 2023 року його батькові титулу герцога Единбурзького, Джеймс отримав титул ввічливості графа Вессекського, що є найвищим серед додаткових титулів його батька..